# Galactia dubia
Galactia dubia är en ärtväxtart som beskrevs av Dc. Galactia dubia ingår i släktet Galactia och familjen ärtväxter. Inga underarter finns listade i Catalogue of Life.